# Argina callargus
Argina callargus är en fjärilsart som beskrevs av Paul Reich 1932. Argina callargus ingår i släktet Argina och familjen björnspinnare. Inga underarter finns listade i Catalogue of Life.